# Pietro di Maria
Pietro di Maria (ur. 3 sierpnia 1865 w Moliterno, zm. 3 września 1937 tamże) – włoski duchowny rzymskokatolicki, biskup Catanzaro, arcybiskup tytularny, dyplomata papieski.

## Biografia
23 maja 1891 otrzymał święcenia prezbiteriatu.
6 grudnia 1906 papież Pius X mianował go biskupem Catanzaro. 30 grudnia 1906 przyjął sakrę biskupią z rąk sekretarza stanu kard. Rafaela Merry del Vala. Współkonsekratorami byli internuncjusz apostolski w Argentynie abp Achille Locatelli oraz emerytowany biskup Narni abp Cesare Boccanera.
11 czerwca 1918 papież Benedykt XV mianował go delegatem apostolskim w Kanadzie i Nowej Fundlandii oraz arcybiskupem tytularnym iconiumijskim. 3 czerwca 1926 papież Pius XI przeniósł go stanowisko nuncjusza apostolskiego w Szwajcarii. Urząd ten pełnił do 1 września 1935, gdy przeszedł na emeryturę.